# Dabenarti
Dabenarti fu una fortezza egizia in Nubia posta in fronte a quella di Mergissa su un'isola al centro del Nilo nei pressi della seconda cateratta, circa a cinque chilometri a sud della fortezza di Buhen.
Si ritiene che sia stata iniziata durante il regno di Sesostri I, intorno al 1900 a.C. e terminata sotto Sesostri III. Con il crollo della potenza egizia al termine del Medio Regno Dabenarti fu abbandonata intorno al 1700 a.C.